# Понори (Оточац)
Понори су насељено мјесто у Лици. Припадају граду Оточцу, у Личко-сењској жупанији, Република Хрватска.

## Географија
Понори су удаљени око 9 км западно од Оточца.

## Становништво
Према попису из 1991. године, насеље Понори је имало 258 становника, међу којима је било 218 Срба, 4 Хрвата и 36 осталих. Према попису становништва из 2001. године, Понори су имали 111 становника. Понори су према попису становништва из 2011. године, имали 87 становника.
| Националност       | 1991. | 1981. | 1971. | 1961. |
| Срби               | 218   | 258   | 334   | 349   |
| Хрвати             | 4     | 1     | 4     | 1     |
| Југословени        |       | 11    |       |       |
| остали и непознато | 36    | 4     | 3     |       |
| Укупно             | 258   | 274   | 341   | 350   |

| Демографија | Демографија | Демографија |
| Година      | Становника  | Становника  |
| ----------- | ----------- | ----------- |
| 1961.       | 350         |             |
| 1971.       | 341         |             |
| 1981.       | 274         |             |
| 1991.       | 258         |             |
| 2001.       | 111         |             |
| 2011.       |             | 87          |

## Попис 1991.
На попису становништва 1991. године, насељено место Понори је имало 258 становника, следећег националног састава:
| Попис 1991.‍  | Попис 1991.‍  | Попис 1991.‍ | Попис 1991.‍ | Попис 1991.‍ |
| ------------ | ------------ | ----------- | ----------- | ----------- |
|              |              |             |             |             |
| Срби         | Срби         |             | 218         | 84,49%      |
| Хрвати       | Хрвати       |             | 4           | 1,55%       |
| неопредељени | неопредељени |             | 2           | 0,77%       |
| непознато    | непознато    |             | 34          | 13,17%      |
| укупно: 258  |              |             |             |             |